# Things We Do At Night (Live from Texas)
Things We Do at Night (Live from Texas) — второй концертный видео-альбом Blue October и четвертый концертный альбом в целом, вышедший в 2015 году.

## Об альбоме
Название альбом получил благодаря песне Things We Do at Night с альбома Sway, которая завершала концерт.
Съемки прошли в "House of Blues" в Далласе, штат Техас 28 и 29 ноября 2014 года. Концертный альбом включает в себя треки со студийных альбомов Foiled, Approaching Normal, Any Man in America, Sway, которые были выпущены после первого концертного альбома Argue with a Tree….
Альбом вышел 20 ноября 2015 года в формате CD, DVD. Blu-Ray. Средства на создание альбома группа собирала при помощи краудфандингового проекта «PledgeMusic».
Альбом дебютировал на 175 месте в чарте Billboard 200.

## Документальный фильм
Первоначальная концепция заключалась в съемке документального фильма о группе, частью которого станет данный концертный альбом. Однако, работа над документальным фильмом значительно затянулась и альбом был выпущен самостоятельно. 
Сроки релиза документального фильма многократно менялись  из-за смены режиссера, концепции. В 2019 году компания «PledgeMusic» была объявлена банкротом. Группа получила деньги только за концертный альбом, так как по правилам компании деньги выплачивались только по завершении проекта.
Документальный фильм Get Back Up вышел только 21 мая 2020 года, спустя 7 лет после начала проекта.

## Список композиций
1. To Be
2. Sway
3. She's My Ride Home
4. Say It
5. Light You Up
6. Congratulations
7. Into the Ocean
8. Should Be Loved
9. Fear
10. Debris
11. The Getting Over It Part
12. Dirt Room
13. The End
14. Everything (AM Limbo) / The Feel Again (Stay)
15. The Worry List
16. Hate Me
17. X Amount of Words
18. Not Broken Anymore
19. Bleed Out
20. Things We Do At Night

## Участники записи
Blue October:
- Джастин Фёрстенфелд — вокал, гитара
- Райан Делахуси — скрипка, мандолина, клавишные, бэк-вокал
- Джереми Фёрстенфелд — барабаны, бэк-вокал
- Си Би Хадсон — гитара, бэк-вокал
- Мэтт Новески — бас-гитара, гитара, Акустическая гитара, бэк-вокал

Продакшн:
- Норри Нивен — режиссёр
- Диана Блэнд — продюсер
- Патрик Роуз - редактор
- Пол Логус - мастеринг
- Эрик Хольц - сведение
- Богдани - Мламбо - съемка
- Джастин Фёрстенфелд — исполнительный продюсер
- Майк Свинфорд — исполнительный продюсер, менеджмент
- Пол Нюджент — исполнительный продюсер, менеджмент, Постпроизводство
- Дэвид Джек Дэниелс — сведение
- Эдвард П. Харрис — редактор
- Пол Дж. Армстронг — оператор
- Рик Кирхэм — оператор